# دايفيد ماتيبولا
دايفيد ماتيبولا (بالإنجليزية: David Mathebula)‏ (24 يونيو 1983 - ) هو لاعب كرة قدم جنوب أفريقي في مركز الوسط. شارك مع منتخب جنوب أفريقيا لكرة القدم. أما مع النوادي، فقد لعب مع سوبر سبورت يونايتد ونادي كايزر تشيفز ونادي مبومالانجا بلاك أسأت وموروكا سوالوز وDynamos F.C. (South Africa) ‏.

## روابط خارجية
- دايفيد ماتيبولا على موقع قاعدة بيانات كرة القدم.إي يو (الإنجليزية)
- دايفيد ماتيبولا على موقع Soccerway.com (الإنجليزية)